# Wings Air
Wings Air – indonezyjska linia lotnicza z siedzibą w Dżakarcie. Głównym węzłem jest port lotniczy Dżakarta-Soekarno-Hatta.

## Flota
Według stanu na maj 2025 flota Wings Air składała się z 77 samolotów o średnim wieku 10,8 lat:
| Samolot | Samolot | Samolot   | Liczba miejsc | Liczba miejsc | Uwagi |
| Model   | Aktywne | Zamówione | E             | Łącznie       | Uwagi |
| ------- | ------- | --------- | ------------- | ------------- | ----- |
| ATR 72  | 77      | 2         | 72            | 72            |       |
| Łącznie | 77      | 2         |               |               |       |